# 沖縄カトリック中学校・高等学校
沖縄カトリック中学校・高等学校（おきなわカトリックちゅうがっこうこうとうがっこう）は、沖縄県宜野湾市真栄原三丁目にある私立中学校・高等学校。併設型の中高一貫校であり、公式サイトでは二校を一括して沖縄カトリック中学高等学校と称している。

## 概要
カトリックの理念に基づいた教育を行っており、「真のエリート教育」を掲げている。これは進学校として学習一辺倒な教育に陥ることなく、こころの教育との両立を目指すことを意味する。
併設の真栄原カトリック幼稚園から英語教育を取り入れ、中学・高等学校においても、特に英語教育に力を入れ、放課後に英語検定対策講座を通年開講している。

## 沿革
- 1979年4月 - 真栄原カトリック幼稚園開設
- 1987年4月 - 学校法人カトリック沖縄学園設立
- 1988年4月 - 沖縄カトリック小学校開校
- 1994年4月 - 沖縄カトリック中学校開校
- 2004年4月 - 沖縄カトリック高等学校開校

## 行事
- 4月 始業式
- 4月 入学式
- 12月 高3自由登校
- 2月 高3卒業式
- 3月 終業式

## 部活動
部活動では中学校の開校当初から現在に至るまで、ソーイング部が大臣賞等を取っている。また、高校開校とともに軽音楽同好会など、学生らしい部活動も設立された。

### 運動部
- 軟式野球部
- 硬式野球部
- 陸上競技部
- 男子バスケットボール部
- 女子バスケットボール部
- バドミントン部
- ゴルフ部
- サッカー部

2021年、新たにゴルフ部とサッカー部が設立された。

### 文化部
- ソーイング部
- 吹奏楽部
- ESS部
- 美術部
- 軽音楽部
- ボランティア部
- 物理工学部

部活動の他に、カトリック系ミッションスクールの特徴として、積極的にボランティア活動に力を入れている。宜野湾市社会福祉協議会により、ボランティア推進校に指定されている。

## 交通
バス路線
| 運行事業者   | 路線・系統                     | 下車停留所 |
| ------------ | ------------------------------ | ---------- |
| 琉球バス交通 | 21番/24番/88番/90番/98番/110番 | 真栄原     |
| 那覇バス     | 25番/125番                     | 真栄原     |
| 沖縄バス     | 27番/80番/227番/52番/61番/93番 | 真栄原     |